# Четвертня
Четвертня́ (укр. Четвертня) — село в Колковской поселковой общине Луцкого района Волынской области Украины. В старину — вотчина князей Четвертинских и центр одноимённого удельного княжества. Упоминается в летописном «Списке русских городов дальних и ближних».
До 2020 года входило в Маневичский район.
Код КОАТУУ — 0723688701. Население по переписи 2001 года составляет 1311 человек. Почтовый индекс — 44670. Телефонный код — 3376. Занимает площадь 23,02 км².